# Anna Caroline de Lagrange
Anna Caroline de Lagrange (París, 1825 - 1905) fou una cantant francesa.

Mostrà una precocitat extraordinària per a la música i una nena encara, cridava l'atenció dels entesos com a pianista fins que un dia, havent-la sentida cantar el professor Bordogni, li'n va dir
| « | <Llenci vostè el seu piano pel balcó i ocupis només del cant que la conduirà a la fama i a la fortuna>. | » |

I així fou.
Després de diversos assajos a París partí vers Itàlia, i no tardà a imposar-se a aquell públic, en aquell temps un xic hostil vers els artistes francesos. Després corregué arreu dels principals teatres d'Europa i Amèrica, assolint sempre èxits calorós.